# Verena Malta
Verena Malta (* 1. April 1972) ist eine deutsche Reality-TV-Teilnehmerin. Sie wurde durch ihre Teilnahme an der ersten Staffel von Big Brother bekannt.

## Leben
Verena Malta war eine ehemalige Stewardess und studierte zum Zeitpunkt ihrer Teilnahme an der ersten Staffel BWL. Sie kam am 20. April 2000 als Ersatzkandidatin für Kerstin Klinz, die freiwillig das Haus verließ. Bereits in der ersten Woche wurde sie zusammen mit dem späteren Gewinner John Milz und dem späteren Zweitplatzierten Jürgen Milski nominiert und musste das Haus bereits am 21. Mai 2000 wieder verlassen. In der TED-Abstimmung hatten 77,6 % der Zuschauer gegen sie votiert.
Anschließend veröffentlichte sie mit Ist das alles? und Ein Traum zwei Singles, die sich in den deutschen Singlecharts platzieren konnten. Eine dritte Single namens Küss mich nochmal mit Jim Reeves floppte allerdings.

## Diskografie
- 2000: Ist das alles? (Polydor Zeitgeist)
- 2000: Ein Traum (Polydor Zeitgeist)
- 2001: Küss mich nochmal (feat. Jim Reeves, More Music)